# Sigma-Aldrich
Sigma-Aldrich là một công ty hóa chất, khoa học sự sống và công nghệ sinh học của Mỹ thuộc sở hữu của Merck KGaA.
Được thành lập bởi sự hợp nhất năm 1975 của Công ty Hóa chất Sigma và Công ty Hóa chất Aldrich, Sigma-Aldrich đã phát triển thông qua các thương vụ mua lại cho đến khi có hơn 9.600 nhân viên và được niêm yết trên Fortune 1000 tại thời điểm Merck mua lại. Công ty có trụ sở tại St. Louis và có hoạt động tại khoảng 40 quốc gia.
Vào tháng 9 năm 2014, công ty Merck KGaA của Đức tuyên bố rằng họ sẽ mua Sigma-Aldrich với giá 17 tỷ USD. Việc mua lại được hoàn thành vào tháng 11 năm 2015 và Sigma-Aldrich trở thành công ty con của Merck KGaA. Công ty hiện là một phần của hoạt động kinh doanh khoa học đời sống của Merck và kết hợp với Millipore mua lại trước đó của Merck, hoạt động như MilliporeSigma.

## Các công ty con
- Aldrich
- Sigma
- Sigma RBI
- ISOTEC
- Fluka Riedel-de Haën
- Supelco
- Sigma-Aldrich Fine Chemicals
- Sigma Genosys